# Boechera
- Commons
- Wikispecies

Boechera é um gênero de plantas da família Brassicaceae. Foi batizado em homenagem ao botânico dinamarquês Tyge W. Böcher (1909–1983).
Espécies inclusas neste gênero eram agrupadas no gênero Arabis, mas foram separadas com base em dados genéticos e citológicos recentes.
O gênero pode ser encontrado principalmente na América do Norte, sendo mais diverso no oeste dos Estados Unidos. Suas populações também podem ser encontradas na Groenlândia e no extremo leste da Rússia. O gênero é pouco estudado, e muitas espécies são difíceis de diferenciar morfológicamente.
Várias espécies no gênero são triplóides. Ao contrário do gênero Arabis (x=8), Boechera tem como base x=7 cromossomos.
Muitas espécies no gênero se reproduzem assexuadamente, através de um processo conhecido como apomixia. Dados de microssatélites revelaram que algumas das linhagens apomíticas são híbridas entre dois ou mais antepassados sexuados.